# Caramoan
Caramoan est une municipalité de la province de Camarines Sur, sur l'île de Luçon aux Philippines. Elle est située à l'extrémité orientale de la péninsule de Caramoan, appréciée des touristes pour ses plages de sable blanc ou rose. 
Sa population est de 51 728 habitants lors du recensement de 2020.

## Géographie
La municipalité est située à l'extrémité de la péninsule de Caramoan, une étendue de terre accidentée au sud-est de l'île de Luçon, qui s'étend dans les eaux du canal de Maqueda au nord et à l'est et celles du golfe de Lagonoy au sud. Au large de la péninsule, de nombreuses petites îles font partie de la municipalité ; les dix principales sont : Bag-ing ; Cagbanilad ; Catanhawan ; Cotivas ; Lahos ; Lahuy ; Matukad ; Minalahos ; Pitogo ; Sabitang-Laya.

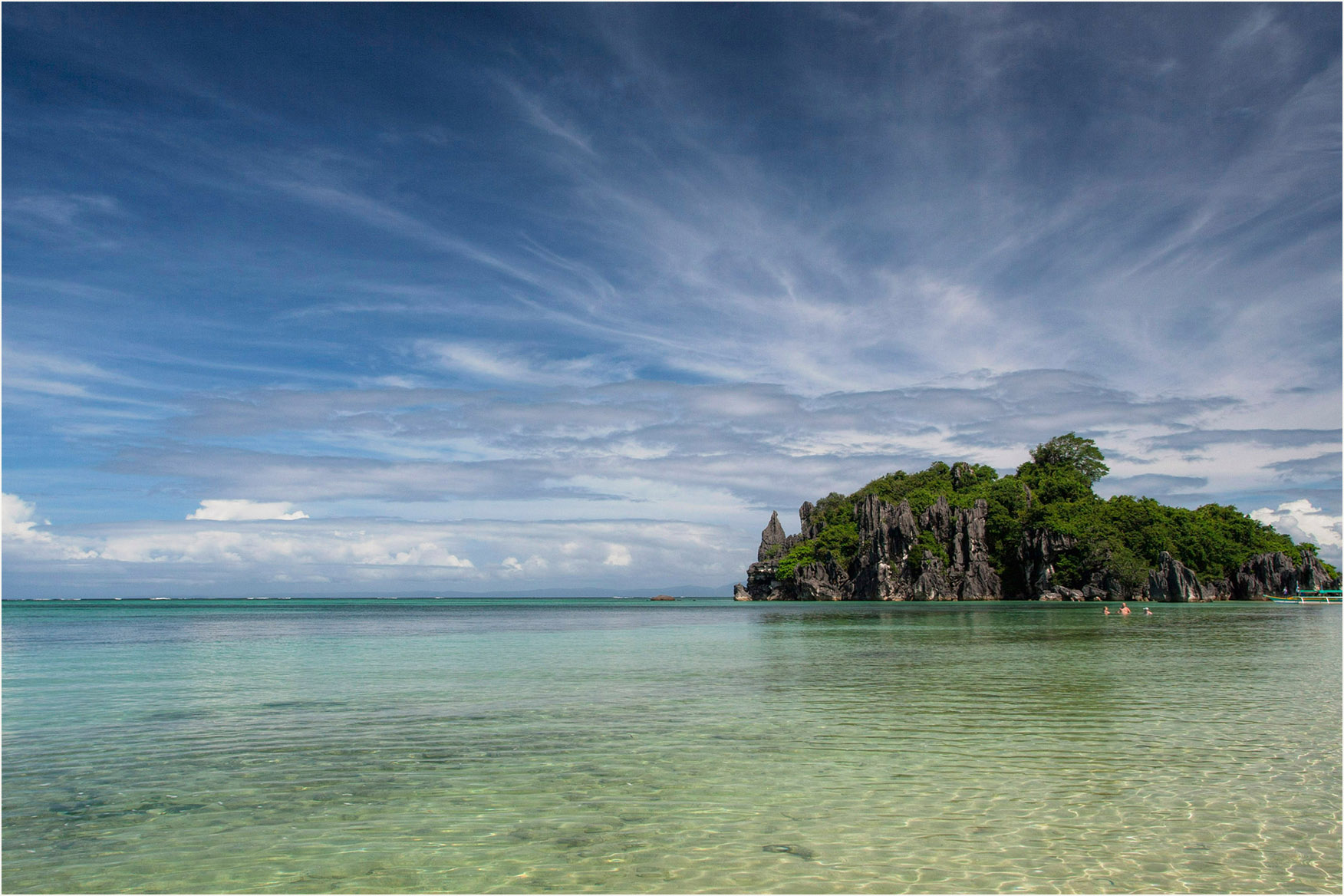
Île de Sabitang-Laya

D'une superficie totale de 277,41 kilomètres carrés, avec 71 kilomètres de côtes découpées irrégulières, Caramoan est divisée administrativement en 49 barangays : 
- Agaas
- Antolon
- Bacgong
- Bahay
- Bikal
- Binanuahan
- Cabacongan
- Cadong
- Colongcogong
- Canatuan
- Caputatan
- Gogon
- Daraga
- Gata
- Gibgos
- Guijalo
- Hanopol
- Hanoy
- Haponan
- Ilawod
- Ili-Centro
- Lidong
- Lubas
- Malabog
- Maligaya
- Mampirao
- Mandiclum
- Maqueda
- Minalaba
- Oring
- Oroc-Osoc
- Pagolinan
- Pandanan
- Paniman
- Patag-Belen
- Pili-Centro
- Pili-Tabiguian
- Poloan
- Salvacion
- San Roque
- San Vicente
- Santa Cruz
- Solnopan (Poblacion)
- Tabgon
- Tabiguian
- Tabog
- Tawog
- Toboan
- Terogo

|              | mer des Philippines, Garchitorena | province de Cantanduanes |
| Presentacion | Caramoan                          | canal de Maqueda         |
|              | golfe de Lagonoy                  |                          |

## Histoire
| 1903 | 1918  | 1939  | 1948  | 1960  | 1970  | 1975  | 1980  | 1990  | 1995  | 2000  | 2007  | 2010  | 2015  | 2020  |
| ---- | ----- | ----- | ----- | ----- | ----- | ----- | ----- | ----- | ----- | ----- | ----- | ----- | ----- | ----- |
| 8039 | 13212 | 22750 | 26836 | 27160 | 31339 | 31399 | 32659 | 36107 | 39416 | 39642 | 40810 | 44945 | 47605 | 51728 |

## Tourisme
Caramoan a servi de lieu de tournage pour plusieurs éditions de l'émission de téléréalité Survivor ; la 8e saison et la 24e saison de Koh-Lanta, l'édition française de Survivor, y ont été tournées, respectivement en 2008 et en 2023.